# Projekt Prometheus

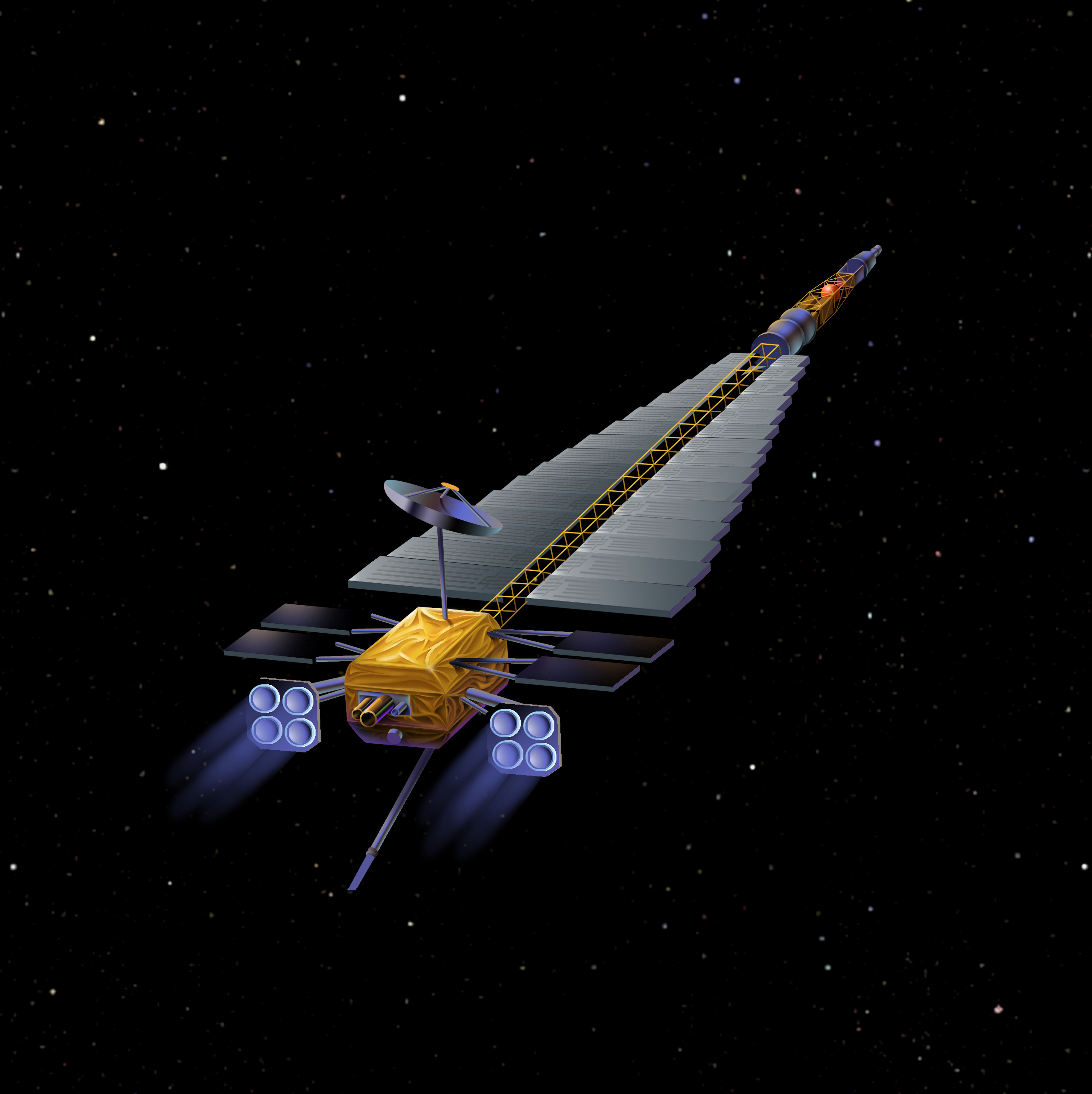
Die Raumsonde Jupiter Icy Moons Orbiter, bestückt mit Ionenantrieb und einem Nuklearreaktor sollte im Rahmen des Projekts verwirklicht werden. Sie wurde nicht realisiert.

Das Projekt Prometheus war ein auf erste Studien im Jahr 2002 und bis September 2005 durchgeführtes NASA-Programm zur Nutzung nuklearer Energie für die interplanetare Raumfahrt. Ziele dieses Projektes waren die Weiterentwicklung bestehender Radioisotopengeneratoren (RTG) sowie auch die Entwicklung eines Kernreaktors für den Einsatz in interplanetaren Raumsonden. Damit verbunden war eine Erforschung verbesserter Technologien zur Energieumwandlung. Die Nutzung nuklear erzeugter Energie in elektrischen Antrieben bildete den dritten Bereich dieses  Programms.
Die NASA kooperierte bei den nuklearen Teilen des Programms mit dem US-Energieministerium, vor allem mit dem Bereich Kernreaktoren für die Marine (Office of Naval Reactors).

## Finanzierung
Im Haushaltsjahr 2005 (beginnend jeweils zum 1. Oktober des Vorjahres) hatte das Projekt Prometheus noch ein Budget von 270,3 Mio. Dollar. Für das Haushaltsjahr 2006 wurden die finanziellen Mittel auf 75,7 Mio. Dollar gekürzt. Grund dafür waren Umlagerungen in andere Programme, vor allem in die Entwicklung des Raumschiffs Orion. Ab 2007 bis 2011 sind jeweils jährlich Beträge zwischen 9,5 und 9,9 Mio. Dollar vorgesehen. 2006 soll das nukleare Forschungsprogramm der NASA darauf überprüft werden, wie und wann neue Programme oder Projekte initiiert werden könnten.

## Ziele
Im Rahmen des Programmes sollen effizientere sowie besser an unterschiedliche Missionsanforderungen anpassbare Radionuklidbatterien (RTG) mit einer Leistung von ca. 120 W elektrischer Energie entwickelt werden. Die Komponenten zur thermoelektrischen Energieumwandlung sollen dazu verbessert, als auch neue Technologien wie thermovoltaische oder dynamische (Stirling) Energieumwandlungen entwickelt werden. Ebenfalls war beim Projektbeginn 2003 der Kauf von bis zu 30 kg Plutonium-238 von Russland durch das US-Energieministerium vorgesehen, welches gleichzeitig die Möglichkeiten zur Erzeugung von Plutonium-238 innerhalb der USA überprüfen sollte. Diese neuen RTGs sollten nach diesen Planungen bis 2008 bereit sein. Damit kämen als erste Einsätze das Mars Science Laboratory, Mars Scout 2 oder New Frontiers Missionen in Betracht. 
Die Vorgaben für den geplanten Kernreaktor lagen zwischen einigen zehn kW bis zu einigen hundert kW elektrischer Leistung. Als Energieumwandlungtechnologien sollten Brayton-Konverter, Rankine-Konverter und thermoelektrische Verfahren entwickelt werden. Ebenfalls Teil des Projekts Prometheus ist die Entwicklung elektrischer Antriebe, die eine Leistung von 20–50 kW sowie bis zu 250 kW haben sollen. Den ersten Kernreaktor, der für die im Herbst 2005 gestrichene JIMO-Mission (Prometheus 1) vorgesehen war, sollte das Bettis Atomic Power Laboratory entwickeln.
Mitte 2005 wurde bekannt, dass die Bush-Regierung die Herstellung von Plutonium 238 wiederaufnehmen will. „Der wahre Grund, weshalb wir die Produktion beginnen, ist die nationale Sicherheit“, wurde Timothy A. Frazier vom US-Department of Energy zitiert. Plutonium 238 dient als Brennstoff in Batterien für Weltraumsysteme (vgl. Weltraumwaffe).
Erste Vorbereitungen zur Produktion von Plutonium-238 starteten im Jahr 2013 am Oak Ridge National Laboratory (ORNL). 2015 meldete das ORNL die erfolgreiche Herstellung von 50 Gramm Plutonium-238. Diese Probe diente der Demonstration und Erprobung des Herstellungsprozesses. Nach Analyse dieser Probe am Los Alamos National Laboratory wurde das Material für Weltraummissionen freigegeben. Zunächst könnten 300 bis 400 Gramm Plutonium-238 pro Jahr hergestellt werden. Durch Erweiterungs- und Automatisierungsprozesse ließe sich die Produktion auf 1,5 kg pro Jahr steigern.

## Rückblick
Bereits der 1965 gestartete US-Satellit Snapshot (SNAP-10A) war mit einem experimentellen Kernreaktor ausgerüstet, ebenso wie die sowjetischen RORSAT-Militärsatelliten der 1970er und 80er Jahre. Ende der 80er Jahre wurden zwei russische Satelliten (Kosmos 1818 und 1867) mit Reaktoren vom Typ TOPAZ ausgerüstet, die bei 320 kg Masse 5–10 kW elektrische Leistung abgaben und 12 kg Uran-235 enthielten. Der amerikanische Reaktor vom Typ SP-100 (Space Power 100) hätte bei adäquater Abschirmung eine elektrische Leistung von bis zu 100 kW bei einem Gewicht von 5422 kg erreichen können (zum Vergleich: die drei RTGs der Raumsonde Cassini erreichten 888 W bei 168 kg, das Startgewicht der Sonde betrug 5712 kg, eine Delta IV Heavy kann bis zu 8 t Nutzlast auf eine interplanetare Mission befördern).
Seit den 1960er Jahren gab es immer wieder Vorhaben, die sich mit nuklearer Energie im Weltraum und nuklear-thermischen Triebwerken befassten. In den USA waren das beispielsweise das NERVA-Projekt, welches 1972 abgebrochen wurde, der Clinch River Reaktor (Projekt 1982 eingestellt), das im Rahmen von SDI 1985 initiierte Multi-Megawatt Programm mit dem daraus hervorgegangenen Projekt Timberwind sowie Pläne innerhalb der Space Exploration Initiative Anfang der 1990er Jahre. In der UdSSR wurden seit den 1950er Jahren Nuklearreaktoren wie BOUK oder TOPAZ als auch nuklear-thermische Antriebe entwickelt.
(siehe auch: Gaskernreaktor)

## Ausblick
Trotz geringer Budgetierung des Projekts Prometheus bis 2011 bleibt die Entwicklung nuklearer Systeme für zukünftige Raumfahrtmissionen der NASA Bestandteil der strategischen Planungen:
Nuclear thermal propulsion systems offer a promising technological approach for providing a high-thrust, high-efficiency departure stage to transport astronauts to future destinations while reducing spacecraft mass.
„Thermonukleare Antriebssysteme bieten einen vielversprechenden technologischen Ansatz zur Bereitstellung einer hoch beschleunigenden, hoch wirksamen Startstufe für den Transport von Astronauten zu künftigen Zielen, während gleichzeitig Raumschiffmasse verringert wird.“
Nuclear systems likely will play an important role in power systems capabilities beyond 2016. Deployment and utilization of nuclear systems on the Moon could directly enable scientific and human exploration of the Moon and operational understanding of the requirements of these systems for eventual exploration on Mars.
Zur Zukunft des Prometheus-Programms schrieb NASA-Direktor Griffin im November 2005:
(...) surface nuclear power systems to support potential long-duration stays on the Moon will not be required until after 2018. Nuclear propulsion will not be required until planning for Mars missions begins in earnest. (...) NASA will continue a low level of funding for key, high-priority, nuclear system R&T issues, with longer-term plans to increase funding in the future, as the need for long duration lunar and Mars applications approaches.
Ab dem Haushaltsjahr 2007 ist das Projekt Prometheus Nuclear Systems & Technology ein Bestandteil innerhalb des Exploration Systems Research and Technology-Programms des Exploration Systems Mission Directorate (ESMD).